# توسانلوی برزند
توسانلوی برزند روستایی است که در استان اردبیل، شهرستان گرمی، بخش انگوت، دهستان پایین برزند قرار دارد.

## جمعیت
بر اساس سرشماری سال ۱۳۸۵ جمعیت این روستا ۲۵۳ نفر با ۴۸ خانوار بوده‌است.
روستاهای دمیرچی درسی علیا از بخش انگوت تابع دهستان برزند است.